# Золта
Золта (? — 947.), је био трећи велики везир Мађара и уједно пагански мађарски владар и наследник у династији Арпадоваца, пети и најмлађи син Арпада, који је владао у периоду од 907. до око 947.

## Биографија
Био је најмлађи (пети) син Арпада. У Летопису Мађара Золта се спомиње као наследник свога оца Арпада и помиње се да је био ожењен са кћерком Менмарота, локалног војсковође у региону Бихара у време мађарских освајања ових предела (мађ. Honfoglalás).
Пре него што је постао вођа умрла су његова четири старија брата, тако да га је Арпад већ за свог живота одредио за наследника. Своју владавину Золта није обележио ни са каквим успехом, већ се борио да се одржи на каквој таквој власти. Вође потчињених околних племена су стално оспоравале његово право на власт позивајући се на традицију по којој је најстарији син наслеђивао оца, а Золта је био најмлађи Арпадов син.
Ове трзавице међу племенским старешинама су толико ослабиле везе у лабавом савезу да су се у писаним изворима тог доба водиле полемике око опстанка мађарског племенског савеза и доживљавање судбине Атиле и његових Хуна.
По изворима Золта је имао само једног сина, Такшоња. Међутим после смрти свога оца, 1047. године, Такшоњ није био способан да преузме вођство над племенима, већ је позицију племанских старешина преузео Фајс.

## Завештање
Најновија истраживања доводе у питање његову позицију као владара и власти које је имао.
У сваком случају, његово вођство значило је много мање него вођство његових претходника, током његове владавине, племенске вође су имали већину овлашћења. У периоду његове владавине покрети (kalandozások) мађарских племена су биле ван контроле и били више него уобичајени по пределима Карпата и Панонске низије.